# Província d'Ouezzane
La província d'Ouezzane (en àrab إقليم وزان, iqlīm Wazzān; en amazic ⵜⴰⵙⴳⴰ ⵏ ⵡⴰⵣⵣⴰⵏ, tasga n Wazzan) és una de les províncies del Marroc, fins 2015 part de la regió de Tànger-Tetuan i actualment de la nova regió de Tànger-Tetuan-Al Hoceima. Té una superfície de 1.861 km² i 307.083 habitants censats en 2014. La capital és Ouezzane.

## Divisió administrativa
La província d'Ouezzane consta de 1 municipis i 16 comunes:
| Nuclis de població | Habitants (2 setembre 1994) | Habitants (2 setembre 2004) |
| ------------------ | --------------------------- | --------------------------- |
| Ouezzane (M)       | 52.168                      | 57.972                      |
| Ain Beida          | 10.367                      | 11.851                      |
| Asjen              | 13.056                      | 13.113                      |
| Brikcha            | 11.496                      | 10.999                      |
| Kalaat Bouqorra    | 12.157                      | 15.165                      |
| Moqrisset          | 10.131                      | 10.864                      |
| Zoumi              | 33.852                      | 39.719                      |
| Bni Quolla         | 17.799                      | 17.512                      |
| Lamjaara           | 15.737                      | 16.899                      |
| Masmouda           | 18.187                      | 17.126                      |
| Mzefroune          | 8.695                       | 8.110                       |
| Ounnana            | 12.248                      | 13.627                      |
| Sidi Ahmed Cherif  | 10.248                      | 10.413                      |
| Sidi Bousber       | 11.023                      | 11.260                      |
| Sidi Redouane      | 19.986                      | 20.782                      |
| Teroual            | 11.740                      | 13.046                      |
| Zghira             | 15.748                      | 16.070                      |
| Total              | 284.649                     | 304.528                     |